# Сідар-Крік (Небраска)
Сідар-Крік (англ. Cedar Creek) — селище (англ. village) в США, в окрузі Кесс штату Небраска. Населення — 465 осіб (2020).

## Географія
Сідар-Крік розташований за координатами 41°2′44″ пн. ш. 96°6′6″ зх. д. / 41.04556° пн. ш. 96.10167° зх. д. (41.045564, -96.101748).  За даними Бюро перепису населення США в 2010 році селище мало площу 2,82 км², з яких 1,48 км² — суходіл та 1,33 км² — водойми.

## Демографія
Згідно з переписом 2010 року, у селищі мешкало 390 осіб у 170 домогосподарствах у складі 125 родин. Густота населення становила 139 осіб/км².  Було 312 помешкання (111/км²).
Расовий склад населення:
| - 99,5 % — білих |

До двох чи більше рас належало 0,5 %. Частка іспаномовних становила 0,8 % від усіх жителів.
За віковим діапазоном населення розподілялося таким чином: 20,3 % — особи молодші 18 років, 54,6 % — особи у віці 18—64 років, 25,1 % — особи у віці 65 років та старші. Медіана віку мешканця становила 50,3 року. На 100 осіб жіночої статі у селищі припадало 95,0 чоловіків;  на 100 жінок у віці від 18 років та старших — 90,8 чоловіків також старших 18 років.
Середній дохід на одне домашнє господарство  становив 74 006 доларів США (медіана — 64 375), а середній дохід на одну сім'ю — 82 380 доларів (медіана — 72 031). За межею бідності перебувало 6,6 % осіб, у тому числі 13,8 % дітей у віці до 18 років та 5,6 % осіб у віці 65 років та старших.
Цивільне працевлаштоване населення становило 188 осіб. Основні галузі зайнятості: освіта, охорона здоров'я та соціальна допомога — 20,7 %, фінанси, страхування та нерухомість — 12,8 %, науковці, спеціалісти, менеджери — 11,2 %, виробництво — 11,2 %.